# Prescott Valley (Arizona)
Prescott Valley es un pueblo ubicado en el condado de Yavapai en el estado estadounidense de Arizona. En el Censo de 2010 tenía una población de 38 822 habitantes y una densidad poblacional de 387,79 personas por km².

## Geografía
Prescott Valley se encuentra ubicado en las coordenadas 34°35′52″N 112°18′56″O / 34.59778, -112.31556. Según la Oficina del Censo de los Estados Unidos, Prescott Valley tiene una superficie total de 100.11 km², de la cual 100.11 km² corresponden a tierra firme y (0%) 0 km² es agua.

## Demografía
Según el censo de 2010, había 38.822 personas residiendo en Prescott Valley. La densidad de población era de 387,79 hab./km². De los 38.822 habitantes, Prescott Valley estaba compuesto por el 88.06% blancos, el 0.83% eran afroamericanos, el 1.17% eran amerindios, el 1.2% eran asiáticos, el 0.16% eran isleños del Pacífico, el 5.89% eran de otras razas y el 2.7% pertenecían a dos o más razas. Del total de la población el 16.7% eran hispanos o latinos de cualquier raza.